# 日本材料科学会
日本材料科学会（にほんざいりょうかがくかい）は、広く材料工学分野を対象とする学会であり、材料科学に関する理論の進歩および技術の向上に寄与することを目的としている。1963年3月設立。英語名称は Materials Science Society of Japan。
毎年6月上旬に学術講演大会を開催している。

## 刊行物
- 会誌「材料の科学と工学」（旧「材料科学」）

## 賞
- 学会賞
- 中村賞（功績賞）
- 論文賞
- 末澤賞（奨励賞）
- 技術賞